# Городской стадион Гуанчжоуского университета
Стадион Тяньхэ (кит. упр. 广州大学城体育中心, пиньинь Guǎngzhōu dàxuéchéng tǐyù zhōngxīn) — стадион в Гуанчжоу, провинция Гуандун, КНР. В настоящее время в основном используется для проведения футбольных и рэгбийных матчей. Вмещает 50,000 зрителей. Является домашним стадионом для команды китайской Суперлиги «Гуанчжоу Фули». Третий по величине стадион Гуанчжоу после Стадиона Тяньхэ и Олимпийского стадиона Гуандуна.

## История
Здесь проходили Летние Азиатские игры 2010.